# Primera División 'A' de México 1994-95
El Torneo 1994-1995 representó la primera temporada de la Primera División A; en 1994 el fútbol mexicano buscaba emular la Liga Premier de Inglaterra, en su afán de convertir la primera división en liga premier, deciden extraer de la Segunda División los 15 equipos más aptos y con infraestructura deportiva para una profesionalización a corto plazo, aunque jamás se cristalizo la liga premier, la Primera A se quedó bajo ese formato y nombre por varios años. 15 equipos se consideran fundadores de la nueva división y que envió a un tercer plano definitivamente la Segunda División: Acapulco, Halcones de Aguascalientes, Atlético Celaya, Irapuato, La Piedad, Marte, Pachuca, San Francisco, San Luis, Caimanes de Tabasco, Tepic, Tijuana Stars, U.A.Q, Yucatán y Zacatepec. De estos clubes 5 al menos no cumplieron el aspecto mínimo de la infraestructura deportiva que demandaba la nueva liga.
Otra razón para crear la Primera División A, fue que los dueños buscaban darle una mayor difusión debido a que la Segunda División no era mencionada y solo se daba el resultado de la final; sin embargo en la nueva liga esto solo se limitó a la liguilla y la televisión solo cubrió el juego de vuelta de la final la primera temporada, con el paso de los años la división no tuvo una difusión adecuada, todo se limitó a la liguilla y final. Con la reestructuración que la liga sufre en 2009 llamándose Liga de Ascenso canales de tv por paga finalmente difunden los juegos de temporada regular y se da más apertura a la liguilla.
En lo deportivo la liga fue dominada por el equipo Pachuca que tenía un plantel muy superior, protagonizó de inicio a fin, impuso marcas como la mayor goleada a un rival de 9-0 sobre Caimanes, un 7-1 sobre Tepic, terminó como líder con 37 puntos y anotó contando liguilla 87 goles, sin embargo en la final el equipo careció de gol y el modesto Atlético Celaya los superó en su propio campo 1-0 para ganar y ascender. El primer descendido de la Primera A fue Caimanes de Tabasco, el sistema de descenso fue el porcentaje que inicio para todos de 0 por lo cual sus puntos ganados se dividieron entre sus juegos, este sistema en cualquier caso descendió al peor equipo de todos.

## Sistema de competición
Los 15 equipos participantes se dividieron en 3 grupos de 4 equipos y uno de 3 equipos, juegan todos contra todos a dos rondas intercambiándose los equipos en la segunda vuelta; al finalizar la temporada regular de 28 jornadas califican a la liguilla los primeros lugares de cada grupo sin importar su ubicación en la tabla general, y los 4 mejores ubicados en la tabla general, donde si algún segundo de grupo se ubicara bajo los 8 primeros lugares accederá a la reclasificación contra un tercer lugar de grupo dentro de los primeros 8 lugares.
El sistema de puntaje durante la campaña regular califica los partidos bajo el siguiente esquema:
- Por juego ganado se concedieron dos puntos.
- Por juego empatado se concedió un punto.
- Por juego perdido no se concedió puntos.

### Fase final
- Calificarán los mejores ocho equipos jugando cuartos de final en el siguiente orden de enfrentamiento, que será un cruce entre los 4 mejores ubicados contra los restantes 4 menos ubicados. Se integró una fase grupal para clasificar a semifinales; 2 grupos de 4 equipos se integraron ubicando los equipos en este orden:

- 1° - 4° - 6° - 8°
- 2° - 3° - 5° - 7°

- Los equipos disputaron series de 3 juegos calificando a semifinales los dos equipos que más puntos lograran en su grupo, entrando como desempate criterios de diferencia de goles, partidos directos y posición general.

- Disputarán el título de Campeón del Torneo 1994-1995 los dos clubes vencedores de la fase semifinal.

- El campeón de la temporada ascendió automáticamente a Primera División.

## Equipos participantes
Todos los equipos se consideraron de nuevo ingreso.
| Entidad Federativa | N.º | Equipos                                   |
| ------------------ | --- | ----------------------------------------- |
| Guanajuato         | 3   | Atlético Celaya, Irapuato y San Francisco |
| Morelos            | 2   | Marte, Zacatepec                          |
| Yucatán            | 1   | Atlético Yucatán                          |
| Hidalgo            | 1   | Pachuca                                   |
| Aguascalientes     | 1   | Aguascalientes                            |
| Querétaro          | 1   | Universidad Autónoma de Querétaro         |
| Baja California    | 1   | Tijuana Stars                             |
| Tabasco            | 1   | Caimanes de Tabasco                       |
| Guerrero           | 1   | Acapulco                                  |
| Nayarit            | 1   | Coras de Tepic                            |
| San Luis Potosí    | 1   | Real San Luis                             |
| Michoacán          | 1   | La Piedad                                 |

### Información sobre equipos participantes
| Equipo          | Ciudad                               | Estadio                   |
| --------------- | ------------------------------------ | ------------------------- |
| Acapulco        | Acapulco, Guerrero                   | Unidad Deportiva Acapulco |
| Aguascalientes  | Aguascalientes, Aguascalientes       | Municipal                 |
| Atlético Celaya | Celaya, Guanajuato                   | Miguel Alemán Valdés      |
| Irapuato        | Irapuato, Guanajuato                 | Sergio León Chávez        |
| La Piedad       | La Piedad, Michoacán                 | Juan N. López             |
| Marte           | Xochitepec, Morelos                  | Mariano Matamoros         |
| Pachuca         | Pachuca, Hidalgo                     | Hidalgo                   |
| San Francisco   | San Francisco del Rincón, Guanajuato | San Francisco             |
| Real San Luis   | San Luis Potosí, S.L.P.              | Plan de San Luis          |
| Tabasco         | Villahermosa, Tabasco                | Olímpico de Villahermosa  |
| Tepic           | Tepic, Nayarit                       | Nicolás Álvarez Ortega    |
| Tijuana Stars   | Tijuana, Baja California             | Cerro Colorado            |
| U.A.Querétaro   | Santiago de Querétaro, Querétaro     | Corregidora               |
| Yucatán         | Mérida, Yucatán                      | Carlos Iturralde Rivero   |
| Zacatepec       | Zacatepec, Morelos                   | Agustín Coruco Díaz       |

## Grupos

### Grupo 1
| Pos. | Equipo           | Pts. | PJ | G  | E  | P  | GF | GC | Dif. | Clasificación               |
| ---- | ---------------- | ---- | -- | -- | -- | -- | -- | -- | ---- | --------------------------- |
| 1    | Real San Luis    | 33   | 28 | 14 | 5  | 9  | 39 | 38 | +1   | Cuadrangular de la liguilla |
| 2    | Inter de Tijuana | 30   | 28 | 11 | 8  | 9  | 35 | 28 | +7   | Cuadrangular de la liguilla |
| 3    | Irapuato         | 30   | 28 | 11 | 8  | 9  | 37 | 35 | +2   | Reclasificación a liguilla  |
| 4    | Tabasco (D)      | 16   | 28 | 3  | 10 | 15 | 19 | 50 | −31  | Descenso de categoría       |

 Fuente: RSSSF

### Grupo 2
| Pos. | Equipo                 | Pts. | PJ | G  | E  | P  | GF | GC | Dif. | Clasificación               |
| ---- | ---------------------- | ---- | -- | -- | -- | -- | -- | -- | ---- | --------------------------- |
| 1    | Atlético San Francisco | 33   | 28 | 13 | 7  | 8  | 35 | 29 | +6   | Cuadrangular de la liguilla |
| 2    | U. A. de Querétaro     | 29   | 28 | 8  | 13 | 7  | 29 | 25 | +4   | Cuadrangular de la liguilla |
| 3    | La Piedad              | 28   | 28 | 8  | 12 | 8  | 35 | 33 | +2   |                             |
| 4    | Aguascalientes         | 21   | 28 | 4  | 13 | 11 | 27 | 44 | −17  |                             |

 Fuente: RSSSF

### Grupo 3
| Pos. | Equipo              | Pts. | PJ | G  | E  | P  | GF | GC | Dif. | Clasificación               |
| ---- | ------------------- | ---- | -- | -- | -- | -- | -- | -- | ---- | --------------------------- |
| 1    | Pachuca             | 37   | 28 | 15 | 7  | 6  | 66 | 33 | +33  | Cuadrangular de la liguilla |
| 2    | Atlético Celaya (C) | 33   | 28 | 11 | 11 | 6  | 37 | 28 | +9   | Cuadrangular de la liguilla |
| 3    | Guerreros           | 27   | 28 | 10 | 7  | 11 | 29 | 40 | −11  |                             |
| 4    | Venados             | 25   | 28 | 9  | 7  | 12 | 39 | 45 | −6   |                             |

 Fuente: RSSSF

### Grupo 4
| Pos. | Equipo          | Pts. | PJ | G  | E | P  | GF | GC | Dif. | Clasificación               |
| ---- | --------------- | ---- | -- | -- | - | -- | -- | -- | ---- | --------------------------- |
| 1    | Marte           | 29   | 28 | 12 | 5 | 11 | 42 | 34 | +8   | Cuadrangular de la liguilla |
| 2    | Zacatepec       | 26   | 28 | 10 | 6 | 12 | 44 | 41 | +3   | Reclasificación a liguilla  |
| 3    | Deportivo Tepic | 23   | 28 | 8  | 7 | 13 | 29 | 41 | −12  |                             |

 Fuente: RSSSF

## Tabla general
| Pos. | Equipo                 | Pts. | PJ | G  | E  | P  | GF | GC | Dif. | Clasificación               |
| ---- | ---------------------- | ---- | -- | -- | -- | -- | -- | -- | ---- | --------------------------- |
| 1    | Pachuca                | 37   | 28 | 15 | 7  | 6  | 66 | 33 | +33  | Cuadrangular de la liguilla |
| 2    | Atlético Celaya (C)    | 33   | 28 | 11 | 11 | 6  | 37 | 28 | +9   | Cuadrangular de la liguilla |
| 3    | Atlético San Francisco | 33   | 28 | 13 | 7  | 8  | 35 | 29 | +6   | Cuadrangular de la liguilla |
| 4    | Real San Luis          | 33   | 28 | 14 | 5  | 9  | 39 | 38 | +1   | Cuadrangular de la liguilla |
| 5    | Inter de Tijuana       | 30   | 28 | 11 | 8  | 9  | 35 | 28 | +7   | Cuadrangular de la liguilla |
| 6    | Irapuato               | 30   | 28 | 11 | 8  | 9  | 37 | 35 | +2   | Reclasificación a liguilla  |
| 7    | Marte Morelos          | 29   | 28 | 12 | 5  | 11 | 42 | 34 | +8   | Cuadrangular de la liguilla |
| 8    | U.A. de Querétaro      | 29   | 28 | 8  | 13 | 7  | 29 | 25 | +4   | Cuadrangular de la liguilla |
| 9    | La Piedad              | 28   | 28 | 8  | 12 | 8  | 35 | 33 | +2   |                             |
| 10   | Acapulco               | 27   | 28 | 10 | 7  | 11 | 29 | 40 | −11  |                             |
| 11   | Zacatepec              | 26   | 28 | 10 | 6  | 12 | 44 | 41 | +3   | Reclasificación a liguilla  |
| 12   | Venados                | 25   | 28 | 9  | 7  | 12 | 39 | 45 | −6   |                             |
| 13   | Deportivo Tepic        | 23   | 28 | 8  | 7  | 13 | 29 | 41 | −12  |                             |
| 14   | Aguascalientes         | 21   | 28 | 4  | 13 | 11 | 27 | 44 | −17  |                             |
| 15   | Tabasco (D)            | 16   | 28 | 3  | 10 | 15 | 19 | 50 | −31  | Descenso de categoría       |

 Fuente: RSSSF

## Resultados
| Local \ Visitante      | ACA | AGS | ATC | ASF | INT | IRA | LPD | MAR | PAC | SNL | TAB | TEP | UAQ | YUC | ZAC |
| ---------------------- | --- | --- | --- | --- | --- | --- | --- | --- | --- | --- | --- | --- | --- | --- | --- |
| Acapulco               | —   | 3–1 | 0–0 | 1–0 | 1–1 | 1–1 | 1–0 | 2–2 | 1–2 | 3–0 | 1–1 | 2–1 | 0–0 | 2–1 | 2–1 |
| Aguascalientes         | 1–1 | —   | 2–3 | 0–0 | 1–1 | 1–2 | 1–1 | 1–2 | 1–1 | 2–2 | 2–1 | 1–0 | 1–0 | 0–1 | 1–0 |
| Atlético Celaya        | 3–1 | 1–1 | —   | 1–2 | 3–1 | 2–1 | 1–1 | 0–2 | 2–1 | 6–0 | 1–1 | 1–0 | 1–1 | 1–1 | 2–0 |
| Atlético San Francisco | 2–1 | 2–2 | 0–1 | —   | 0–0 | 2–1 | 1–1 | 1–0 | 1–1 | 2–2 | 1–0 | 0–1 | 1–3 | 3–0 | 2–0 |
| Inter de Tijuana       | 1–0 | 1–1 | 2–0 | 3–0 | —   | 2–1 | 1–2 | 1–0 | 0–0 | 1–1 | 1–0 | 7–1 | 1–0 | 2–0 | 0–2 |
| Irapuato               | 0–1 | 1–1 | 2–3 | 1–0 | 3–1 | —   | 1–1 | 2–1 | 3–5 | 2–1 | 0–0 | 1–0 | 1–0 | 2–0 | 2–1 |
| La Piedad              | 4–1 | 2–2 | 1–1 | 0–3 | 1–0 | 2–1 | —   | 2–1 | 1–2 | 2–2 | 3–0 | 0–0 | 1–0 | 6–1 | 1–1 |
| Marte                  | 2–1 | 2–0 | 1–0 | 1–2 | 1–1 | 3–2 | 0–0 | —   | 2–1 | 3–1 | 2–0 | 2–1 | 0–0 | 5–2 | 2–2 |
| Pachuca                | 1–0 | 6–0 | 3–0 | 3–3 | 2–1 | 0–0 | 2–1 | 2–1 | —   | 0–1 | 9–0 | 6–0 | 0–1 | 2–1 | 6–0 |
| San Luis               | 3–0 | 1–1 | 0–1 | 1–2 | 1–0 | 0–2 | 2–1 | 2–1 | 4–1 | —   | 3–0 | 2–1 | 1–3 | 1–0 | 2–0 |
| Tabasco                | 0–1 | 2–1 | 1–1 | 0–1 | 3–1 | 0–1 | 0–0 | 1–0 | 1–3 | 0–1 | —   | 1–1 | 2–2 | 1–1 | 0–0 |
| Tepic                  | 5–0 | 2–1 | 1–1 | 1–2 | 0–0 | 3–0 | 1–1 | 1–0 | 0–1 | 1–2 | 2–0 | —   | 0–0 | 2–1 | 3–1 |
| U.A. Querétaro         | 0–1 | 3–1 | 0–0 | 2–0 | 0–1 | 2–2 | 1–0 | 2–1 | 1–1 | 0–2 | 1–1 | 1–1 | —   | 1–1 | 2–1 |
| Yucatán                | 3–0 | 1–1 | 1–0 | 0–1 | 3–4 | 1–1 | 2–0 | 3–2 | 4–4 | 0–1 | 2–1 | 4–0 | 1–1 | —   | 1–0 |
| Zacatepec              | 4–1 | 2–0 | 1–1 | 2–1 | 1–0 | 1–1 | 4–0 | 1–3 | 3–1 | 3–0 | 7–2 | 3–0 | 2–2 | 1–3 | —   |

## Tabla (Porcentual)
| Pos. | Equipo                 | Puntos | PJ | Dif. | Cociente |                       |
| ---- | ---------------------- | ------ | -- | ---- | -------- | --------------------- |
| 1.   | Pachuca                | 37     | 28 | +33  | 1.3214   |                       |
| 2.   | Atlético Celaya        | 33     | 28 | +9   | 1.1786   |                       |
| 3.   | Atlético San Francisco | 33     | 28 | +6   | 1.1786   |                       |
| 4.   | Real San Luis          | 33     | 28 | +1   | 1.1786   |                       |
| 5.   | Inter de Tijuana       | 30     | 28 | +7   | 1.0714   |                       |
| 6.   | Irapuato               | 30     | 28 | +2   | 1.0714   |                       |
| 7.   | Marte Morelos          | 29     | 28 | +8   | 1.0357   |                       |
| 8.   | Querétaro              | 29     | 28 | +4   | 1.0357   |                       |
| 9.   | La Piedad              | 28     | 28 | +2   | 1.0000   |                       |
| 10.  | Acapulco               | 27     | 28 | −11  | 0.9643   |                       |
| 11.  | Zacatepec              | 26     | 28 | +3   | 0.9286   |                       |
| 12.  | Venados                | 25     | 28 | −6   | 0.8929   |                       |
| 13.  | Deportivo Tepic        | 23     | 28 | −12  | 0.8214   |                       |
| 14.  | Aguascalientes         | 21     | 28 | −17  | 0.7500   |                       |
| 15.  | Tabasco                | 16     | 28 | −31  | 0.5714   | Descenso de categoría |